# Élections législatives de 1869 dans la Somme
Les élections législatives françaises de 1869 se déroulent les 24 mai et 7 juin 1869. Dans le département de la Somme, cinq députés sont à élire dans le cadre de cinq circonscriptions.

## Contexte

### Députés sortants
| Circonscription                 | Nom                         |  | Parti        | Groupe              |
| ------------------------------- | --------------------------- |  | ------------ | ------------------- |
| 1re circonscription (Amiens)    | Cosme Cosserat              |  | Bonapartiste | Majorité dynastique |
| 2e circonscription (Abbeville)  | Joseph Sénéca               |  | Bonapartiste | Majorité dynastique |
| 3e circonscription (Péronne)    | Marie Reimbold d'Estourmel  |  | Orléaniste   | Centre gauche       |
| 4e circonscription (Montdidier) | Auguste-Antoine de Fourment |  | Bonapartiste | Majorité dynastique |
| 5e circonscription (Doullens)   | Edmond Gressier ¹           |  | Bonapartiste | Majorité dynastique |

¹ Nommé sénateur en janvier 1869

## Résultats

### Résultats au niveau départemental
| Parti          | Parti                 | Premier tour   | Premier tour | Sièges |
| Parti          | Parti                 | Voix           | %            | Sièges |
| -------------- | --------------------- | -------------- | ------------ | ------ |
|                | Majorité dynastique   | 67 063         | 50,85        | 3      |
|                | Opposition orléaniste | 34 845         | 26,42        | 2      |
|                | Droite monarchiste    | 15 076         | 11,43        |        |
|                | Républicains modérés  | 12 074         | 9,15         |        |
|                |                       |                |              |        |
| Inscrits       | Inscrits              | Inscrits       | 166 416      | 100,00 |
| Abstention     | Abstention            | Abstention     | 31 601       | 18,99  |
| Votants        | Votants               | Votants        | 134 815      | 81,01  |
| Blancs et nuls | Blancs et nuls        | Blancs et nuls | 2 929        | 2,17   |
| Exprimés       | Exprimés              | Exprimés       | 131 886      | 97,83  |

### 1recirconscription  (Amiens)
Député sortant : Cosme Cosserat (Bonapartiste)
| Candidat       | Candidat                              | Parti              | Premier tour | Premier tour |
| Candidat       | Candidat                              | Parti              | Voix         | %            |
| -------------- | ------------------------------------- | ------------------ | ------------ | ------------ |
|                | Cosme Cosserat*                       | Bonapartiste       | 18 490       | 52,31        |
|                | Camille Léon de Chassepot de Beaumont | Légitimiste        | 8 041        | 22,75        |
|                | François-Nicolas Debaussaux           | Républicain modéré | 6 194        | 17,52        |
|                | Jules Simon                           | Républicain modéré | 2 620        | 7,41         |
|                |                                       |                    |              |              |
| Inscrits       | Inscrits                              | Inscrits           | 43 761       | 100,00       |
| Abstention     | Abstention                            | Abstention         | 8 027        | 18,34        |
| Votants        | Votants                               | Votants            | 35 734       | 81,66        |
| Blancs et nuls | Blancs et nuls                        | Blancs et nuls     | 389          | 1,09         |
| Exprimés       | Exprimés                              | Exprimés           | 35 345       | 98,91        |

Député élu : Cosme Cosserat (Bonapartiste)

### 2ecirconscription  (Abbeville)
Député sortant : Joseph Sénéca (Bonapartiste)
| Candidat       | Candidat                  | Parti          | Premier tour | Premier tour |
| Candidat       | Candidat                  | Parti          | Voix         | %            |
| -------------- | ------------------------- | -------------- | ------------ | ------------ |
|                | Joseph Sénéca*            | Bonapartiste   | 17 521       | 73,77        |
|                | Alexandre Courbet-Poulard | Légitimiste    | 6 230        | 26,23        |
|                |                           |                |              |              |
| Inscrits       | Inscrits                  | Inscrits       | 29 193       | 100,00       |
| Abstention     | Abstention                | Abstention     | 5 347        | 18,32        |
| Votants        | Votants                   | Votants        | 23 846       | 81,68        |
| Blancs et nuls | Blancs et nuls            | Blancs et nuls | 95           | 0,40         |
| Exprimés       | Exprimés                  | Exprimés       | 23 751       | 99,60        |

Député élu : Joseph Sénéca (Bonapartiste)

### 3ecirconscription  (Péronne)
Député sortant : Marie Reimbold d'Estourmel (Orléaniste)
| Candidat       | Candidat                    | Parti          | Premier tour | Premier tour |
| Candidat       | Candidat                    | Parti          | Voix         | %            |
| -------------- | --------------------------- | -------------- | ------------ | ------------ |
|                | Marie Reimbold d'Estourmel* | Orléaniste     | 17 881       | 100,00       |
|                |                             |                |              |              |
| Inscrits       | Inscrits                    | Inscrits       | 31 965       | 100,00       |
| Abstention     | Abstention                  | Abstention     | 12 012       | 37,58        |
| Votants        | Votants                     | Votants        | 19 953       | 62,42        |
| Blancs et nuls | Blancs et nuls              | Blancs et nuls | 2 072        | 10,38        |
| Exprimés       | Exprimés                    | Exprimés       | 17 881       | 89,62        |

Député élu : Marie Reimbold d'Estourmel (Orléaniste)

### 4ecirconscription  (Montdidier)
Député sortant : Auguste-Antoine de Fourment (Bonapartiste)
| Candidat       | Candidat                     | Parti              | Premier tour | Premier tour |
| Candidat       | Candidat                     | Parti              | Voix         | %            |
| -------------- | ---------------------------- | ------------------ | ------------ | ------------ |
|                | Auguste-Antoine de Fourment* | Bonapartiste       | 17 942       | 81,53        |
|                | Jules Favre                  | Républicain modéré | 3 260        | 14,81        |
|                | Raoul Blin de Bourdon        | Légitimiste        | 805          | 3,66         |
|                |                              |                    |              |              |
| Inscrits       | Inscrits                     | Inscrits           | 27 949       | 100,00       |
| Abstention     | Abstention                   | Abstention         | 2 851        | 10,20        |
| Votants        | Votants                      | Votants            | 25 098       | 89,80        |
| Blancs et nuls | Blancs et nuls               | Blancs et nuls     | 163          | 0,65         |
| Exprimés       | Exprimés                     | Exprimés           | 24 935       | 99,35        |

Député élu : Auguste-Antoine de Fourment (Bonapartiste)

### 5ecirconscription  (Doullens)
Député sortant : Siège vacant
| Candidat       | Candidat                      | Parti          | Premier tour | Premier tour |
| Candidat       | Candidat                      | Parti          | Voix         | %            |
| -------------- | ----------------------------- | -------------- | ------------ | ------------ |
|                | Charles De France d'Hésecques | Orléaniste     | 16 964       | 56,41        |
|                | Pierre Dhavernas              | Bonapartiste   | 13 110       | 43,59        |
|                |                               |                |              |              |
| Inscrits       | Inscrits                      | Inscrits       | 33 548       | 100,00       |
| Abstention     | Abstention                    | Abstention     | 3 364        | 10,03        |
| Votants        | Votants                       | Votants        | 30 184       | 89,97        |
| Blancs et nuls | Blancs et nuls                | Blancs et nuls | 110          | 0,36         |
| Exprimés       | Exprimés                      | Exprimés       | 30 074       | 99,64        |

Député élu : Charles De France d'Hésecques (Orléaniste)

### Élus
| Circonscription                 | Nom                           |  | Parti        | Groupe        |
| ------------------------------- | ----------------------------- |  | ------------ | ------------- |
| 1re circonscription (Amiens)    | Cosme Cosserat                |  | Bonapartiste | Centre droit  |
| 2e circonscription (Abbeville)  | Joseph Sénéca                 |  | Bonapartiste | Centre droit  |
| 3e circonscription (Péronne)    | Marie Reimbold d'Estourmel    |  | Orléaniste   | Centre gauche |
| 4e circonscription (Montdidier) | Auguste-Antoine de Fourment   |  | Bonapartiste | Centre droit  |
| 5e circonscription (Doullens)   | Charles De France d'Hésecques |  | Orléaniste   | Centre gauche |